# Лесное (Гурьевский район)
Лесное — посёлок в Гурьевском городском округе Калининградской области России.
Через населённый пункт ходят автобус 109, 113, 137,191 и маршрутное такси 136 до Калининграда.

## История
Входил в состав упразднённого Новомосковского сельского поселения.

## Население
| 2002 | 2010 | 2011 |
| ---- | ---- | ---- |
| 236  | ↗300 | ↗301 |